# Sacha Calmon
Sacha Calmon Navarro Coêlho (Salvador, 15 de junho de 1940) é um jurista brasileiro, advogado tributarista, ex-juiz federal, professor de Direito Tributário, escritor e articulista do jornal Estado de Minas.
Jurista com cerca de quatro décadas de exercício profissional, Sacha Calmon é formado em Direito e Ciências Sociais pela Pontifícia Universidade Católica de Minas Gerais; e Doutor em Direito pela Universidade Federal de Minas Gerais.

## Carreira profissional
Graduado em 1965, Sacha Calmon advoga deste então, já tendo passado por diferentes cargos públicos:
- Auditor da Receita Estadual, mediante concurso público (1968);
- Assessor da Secretária de Estado da Fazenda de Minas Gerais (1970-1971);
- Procurador-Chefe da Procuradoria Fiscal do Estado de Minas Gerais, entre  1980 e 1983.

Em 1987, Sacha Calmon foi nomeado Juiz Federal, após classificar-se em primeiro lugar entre 1.813 candidatos, no 4º concurso nacional. O jurista permaneceu no cargo até 1994, ano de sua aposentadoria.
Desde então, Sacha Calmon se dedica ao seu escritório Sacha Calmon Misabel Derzi – Consultores e Advogados, especializado em Direito Tributário, que possui unidades em Belo Horizonte (MG), Rio de Janeiro (RJ), São Paulo (SP) e Brasília (DF).
Em conjunto com sua sócia Misabel Derzi, possui cerca de 600 pareceres ligados ao Direito Tributário interno e internacional, além de ser considerado o segundo tributarista mais influente no Superior Tribunal de Justiça (STJ) e o quarto mais influente no Supremo Tribunal Federal (STF).

## Participações em entidades de classe
Ao longo de sua trajetória profissional, Sacha Calmon já presidiu e/ou participou de entidades como o Instituto Brasileiro de Estudos de Direito (IBED), o Instituto Internacional de Direito Público e Empresarial (IDEPE) e a Associação Brasileira de Direito Tributário (ABRADT), da qual é fundador e presidente honorário.
Atualmente, é presidente da Associação Brasileira de Direito Financeiro (ABDF); representante nacional da International Fiscal Association (IFA) e da Associação Latino-Americana de Direito Tributário (ILADT), sediada no Rio de Janeiro; integrante da Academia de Letras Jurídicas do Estado de Minas Gerais e membro do Conselho Jurídico da Fecomércio – São Paulo.

## Livros e artigos publicados (Direito)
Em sua carreira acadêmica, Sacha Calmon já teve cerca de 180 artigos e capítulos de livros veiculados no Brasil e no exterior. Além disso, publicou as  seguintes obras:
- Curso de Direito Tributário Brasileiro: Editora Forense de 1998 – Rio de Janeiro;
- Teoria e Prática das Multas Fiscais: Editora Forense – 1998, Rio de Janeiro;
- O controle da constitucionalidade das Leis e do Poder de Tributar na constituição de 1988: Editora Del Rey – 1999, Belo Horizonte e Forense / Rio de Janeiro;
- Liminares e Depósitos antes do lançamento por homologação: Decadência e Prescição: Editora Dialética – 2000, São Paulo;
- Contribuições no Direito Brasileiro: – Editora Quartier Latin – 2007, São Paulo;
- Teoria Geral do Tributo, da interpretação e da Exoneração Tributação: Editora Dialética – 2003 – São Paulo;
- Evasão e Elisão Fiscal. O Parágrafo Único do Art. 116, CTN, E o Direito Comparado: Editora Forense – 2006.

Em co-autoria com a sua sócia, Misabel Derzi:
- Interpretação no Direito Tributário: Editora Revista dos Tribunais, 1989 – São Paulo;
- Imposto de Renda – Estudos: Editora Resenha Tributária nº 11 – São Paulo – 1989;
- Direito Tributário Aplicado: Editora Del Rey, 1997 – Belo Horizonte;
- Direito Tributário Contemporâneo: Editora Revista dos Tribunais, 1997 – São Paulo;
- Direito Tributário Interdisciplinar: Editora Forense – 1999 – Rio de Janeiro;
- Direito Tributário Atual- Pareceres: Editora Forense – 2002 – Rio de Janeiro;
- O Imposto sobre a Propriedade Predial e Territorial (IPTU): Editora Saraiva – 1986;
- Contribuições para a Seguridade Social – Coordenador: Quartier Latin – 2007 – São Paulo (767 PÁGINAS);
- O Imposto sobre a Propriedade Predial e Territorial Urbana (Editora Saraiva, 2ª edição, São Paulo, previsão 2011).

## Premiações e outros reconhecimentos
Sacha Calmon já recebeu algumas condecorações por seu exercício profissional. Dentre elas, destacam-se:
- Comendador da Medalha Tiradentes[2][3], conferida pelo governo do Estado de Minas Gerais por relevantes serviços à comunidade mineira;
- Comendador da Medalha Santos Dumont, conferida pelo governo do Estado de Minas Gerais a excelência técnico-científica;
- Grande Colar do Mérito Legislativo Municipal João Guimarães Rosa – 2008 (Câmara Municipal de Belo Horizonte)[4];
- Prêmio Análise de Advocacia na categoria Tributário – Análise Editorial – Setembro – 2007, São Paulo;
- Colar do Mérito da Corte de Contas Ministro José Maria de Alkimim, Tribunal de Contas de Minas Gerais – 2005;
- Apontado, em 2005, por pesquisa do Ibmec/SP, publicada na revista Exame, como um dos cinco tributaristas mais citados nas decisões do STJ e do STF[1];
- Tributarista do ano – IOB – 1980 – São Paulo.

## Filosofia
Além das obras ligadas ao direito, Sacha Calmon já publicou dois livros relacionados à filosofia. O mais recente deles é denominado História da Mitologia Judaico-Cristã. Lançada em 2010, pela editora Noeses, a obra apresenta interpretações de mais de 40 autores sobre o surgimento e desenvolvimento do judaísmo, cristianismo e islamismo.
Sacha Calmon tem no prelo o livro Breve história do mal, sobre a teoria da culpa e o chamado pecado original, em que o autor contrapõe a explicação antropológica à dominante teoria maniqueísta dos dois princípios metafísicos, ou seja, a luta etérea entre Deus (bem) e o Demônio (mal) para as religiões semíticas.

## Coluna opinião
Desde o início da década de 2000, Sacha Calmon concilia o seu trabalho de advogado e escritor com o cargo de articulista do Jornal Estado de Minas. Semanalmente, o jurista publica um novo artigo no jornal, sempre às segundas-feiras.